# 셋쇼마루
셋쇼마루(せっしょうまる, 殺生丸)는 일본의 만화·애니메이션 이누야샤와 후속작 반요 야샤히메에 등장하는 캐릭터이다. "셋쇼"는 살생(殺生)을 뜻하며 "마루"는 옛날 일본 사무라이들의 이름의 끝부분에 붙여진 이름이다.

## 소개
개 대장의 적장자이자 이누야샤의 배다른 형이다. 카고메(한국어 더빙판 로컬라이징 이름: 유가영)는 이누야샤와 결혼한 이후 그를 아주버님이라고 부르기도 하였다.
이누야샤와는 달리 순혈 요괴로 성격이 냉정한 편이며 그렇기 때문에 개 요괴인 아버지와 인간인 어머니 사이에서 태어난 반요인 이누야샤를 달갑지 않게 여기고 있다. 완전한 순혈 요괴이기 때문에 아버지 개 대장처럼 개 요괴의 모습으로 변신할 수 있다.
이누야샤보다 키가 크고, 미남이며 항상 냉정하고 관용이 없는 성격이다. 원래는 인간을 증오했지만 인간 소녀인 링을 만나면서 인간에 대한 증오심은 옅어지게 되었다.
한때 이누야샤와 불편한 관계 때문에 나라쿠(한국어 더빙판 로컬라이징 이름: 나락)와 결탁한 적도 있었으나 나중에는 서로 적대관계가 되었다. 그 때 나라쿠가 잘린 인간의 팔을 셋쇼마루에게 내준 적이 있다.

## 기술 종류
- 독손톱
  - 독이 있는 손톱으로 휘두르거나 찔러버린다.

- 독화조
  - 손에 강력한 독을 만들어 뿌린다. 독이 강하기 때문에 인간이나 웬만한 요괴는 그냥 녹아버린다. 땅도 개 대장의 유골도 녹아 없어졌다. 이누야샤의 팔도 떨어질뻔 했을 정도로 독이 강하다. 또한 독화조로 독연기를 만들어 낼 수도 있다.

- 독화조(채찍)
  - 독화조를 변형시켜 손톱을 채찍처럼 길게 만들어 내려친다. 셋쇼마루의 손톱에는 독이 있기에 독데미지도 있지만 독데미지보다 타격 데미지가 더 많은 기술이다. 인간이나 웬만한 요괴는 맞으면 그냥 죽어버린다. 채찍 거리 길이가 상당히 길기 때문에 원거리에 있는 적도 때릴 수 있다. 그리고 채찍을 자유자재로 휘두를 수 있기 때문에 여러 번 타격도 가능하다.

- 독화조(회전채찍)
  - 셋쇼마루가 몸을 빙글빙글 회전하여 독채찍을 한다. 몸을 회전하여 휘두르기 때문에 일반 독화조 채찍보다 더욱 강한 타격을 입히는 것은 물론 한번만 내리치는 독화조 채찍보다 여러번 휘두르고 적에게 타격을 입힌다. 여러 번 타격에 여러번 휘두르는 살벌한 기술이다. 이 기술로 묘를 지키는 늑대들이 그냥 토막이 되어버렸다.

- 요력 방출
  - 셋쇼마루의 요력을 방출시켜 강한 데미지를 입히는 기술이다. 셋쇼마루가 본모습인 거대한 개요괴 얼굴로 변했을 때 사용하는 기술이다. 셋쇼마루의 강력한 요기를 방출시키는 기술이기 때문에 위력은 실로 강력하다. 이 기술로 운가이 일행을 기절시켜 버렸다.

### 셋쇼마루의 원래모습(개요괴) 기술 종류
- 거대요견 변신
  - 셋쇼마루의 본모습인 거대한 개요괴로 변신한다. 크기가 거대하기 때문에 파워 힘 요기가 증가하고 데미지가 엄청 강해진다. 그렇지만 몸이 거대한 만큼 둔하며 인간형태일 때처럼 민첩하지는 않다. 그렇지만 그렇게 느린 건 아니고 달리는 스피드는 빠르다. 그렇지만 셋쇼마루는 왼팔이 잘린 후 잘 사용하지 않는다.

- 짖기(위협)
  - 셋쇼마루가 원래 모습인 거대한 개요괴로 변했을 때는 컹컹 이러면서 짖는다. 아마도 위협용으로 짖는 듯하다.

- 앞발 내려찍기
  - 개요괴로 변했을 때 거대한 앞발로 내려 친다. 웬만한 요괴는 그냥 밟혀 죽을 듯하다. 위력은 강력하다. 대신 스피드는 느리다.

- 앞발 휘두르기
  - 개요괴로 변했을 때 거대한 앞발을 휘두른다. 휘두르는 속도가 생각보다 빠르다. 위력도 강력하다.

- 밟기
  - 거대한 몸으로 적을 밟아버린다. 위력은 정말로 강력하다.

- 물어뜯기
  - 거대하고 날카로운 이빨로 적을 강력하게 물어 뜯어 버린다. 어찌나 물어뜯는 힘이 강력한지 나라쿠의 육체를 빌린 마가츠히(곡령)의 머리가 그냥 뜯겨 나갔다.

- 물기
  - 거대하고 날카로운 이빨로 물어버린다. 이누야샤도 물린 적이 있다. 그냥 물기도 하고 물고 흔들어서 데미지를 더 주기도 한다.

- 독연기 발산
  - 셋쇼마루가 원래 모습인 개요괴 모습으로 변하면 원래 모습이기에 독기운이 인간형태일 때보다 더욱 강해진다. 입에서 독연기를 발산하여 적을 질식사 시키거나 녹여 죽인다. 독연기는 순식간에 퍼지기 때문에 더욱 강력하고 위험한 기술이다 독연기 자체로는 녹진 않지만 입에 실질적으로 들어간다면 녹아 없어진다. 실제로 입에 들어간 해골들이 그냥 흔적없이 녹아버렸다. 묘가 영감의 말에 따르면 요괴도 순식간에 죽을 정도로 독기운이 강하다고 한다. 셋쇼마루가 쓸 수 있으므로 셋쇼마루의 아버지와 어머니도 쓸 수 있을 것으로 보인다.

- 인간형태 변신
  - 셋쇼마루는 인간형태로도 변신할 수 있다. 인간형태는 본모습을 숨기는 형태이기에 본모습은 아니다. 본모습에 비해선 약하지만 약한 대신에 몸이 민첩하고 스피드가 빠르다. 그렇지만 그렇게 약한 것도 아니다 셋쇼마루는 평소에 인간형태로 변신해 있다. 셋쇼마루의 아버지와 어머니도 인간형태 사용 가능하다.

### 천생아, 투귀신, 폭쇄아의 기술
- 검압
  - 투귀신의 기술로 철쇄아의 바람의 상처에 대응하는 기술이다. 투귀신은 검의 압력으로 적을 베어버릴 수 있다. 검압의 색은 푸른색을 띠며 바람의 상처보다 위력이 강하다.

- 창룡파(요기를 담을 수 있는 요도만 있다면 사용가능하다.)
  - 셋쇼마루의 필살기로, 셋쇼마루의 요기를 담아서 거대한 용의 형상을 만들어 적을 없애버리는 기술이다. 폭류파를 그냥 썰어버렸다. 창룡파는 셋쇼마루의 요기를 담을수있는 요도라면 어느 요도라도 쓸 수 있다. 투귀신의 창룡파는 폭류파도 썰었지만 투귀신이 셋쇼마루의 요기를 담기엔 약한 요도라 그 창룡파 마저도 위력이 약하다고 한다. 폭쇄아로 창룡파를 쓴다면 엄청난 위력을 낼 기술일 것으로 보인다. 천생아로 창룡파를 쓴다면 한번에 100명을 살리는 기술이기도 하다.

- 결계
  - 주인의 목숨이 위험한 상황이면 천생아의 자기 의지로 주인을 지키고 안전한 곳으로 이동시킨다.

- 구원
  - 죽은 자를 구원한다.

- 치유
  - 주인이나 동료들을 치유한다.

- 살리기
  - 천생아로 죽은 사람을 살릴 때 천생아를 지닌 자의 눈에는 죽은 자의 목숨을 거두어 가는 명계의 사자들이 보인다. 사자를 베어 죽은 사람을 살릴 수 있다. 링도 늑대에게 습격당해 죽었지만 천생아로 되살아났다. 죽은 사람을 한 번만 살릴 수 있기에 한 번 죽었다가 살아난 사람은 더 이상 천생아로 살릴 수 없다.

- 한 번 휘둘러 100명을 살린다(창룡파).
  - 원래는 셋쇼마루의 오의이다. 천생아로 창룡파 시전시 한번에 100명의 목숨을 살릴 수 있다.

- 명도잔월파
  - 토토사이가 무기로 재련한 천생아의 기술이다. 원래 천생아는 저승의 적을 없애고 이승의 적은 죽일 수 없었지만 명도잔월파는 이승의 적을 명계로 보낼 수 있다. 원래는 시신키의 기술이었지만 투아왕이 철쇄아로 시신키의 얼굴을 베고 얻은 기술이다. 원래 모양은 반달이었지만 셋쇼마루가 명도잔월파를 단련시킴에 따라 초승달형 원에 가까운 타원형 완벽한 원형으로 모양이 바뀌었다. 초승달 모양일 때는 완벽한 형태가 아니라서 크기도 작고 적을 완전히 명계로 보내진 못했고 적의 몸을 초승달 크기 만큼 일부분만 명계로 보냈지만 완벽한 원 형태일 때는 크기도 크고 완벽한 형태라 적을 완벽하게 명계로 보내버렸다. 또한 피했다고 하더라도 명도잔월파에 몸의 부위 일부분이 닿였다면 닿인 부위나 몸의 일부분이 명계로 빨려들어가서 없어진다. 흡입력도 상당하기 때문에 웬만한 요괴는 그냥 빨려들어가서 명계로 사라진다. 바위도 원 모양만큼 없어졌다. 명도잔월파는 닿거나 원 크기 만큼 적이 원 모양 안에 있다면 적이 그냥 빨려들어가 사라진다. 크기도 큰데다 흡입력도 장난 아닌 사기적인 기술이다. 명도잔월파의 주인 시신키조차도 강력한 흡입력으로 인해 빨려들어갔다. 명도잔월파에 빨려들어간 적은 탈출이 불가능하다. 대신 명도견이나 명도의 주인 같은 명도의 적들에게는 통하지 않는다. 후에는 이누야샤에게 넘겨준다.

- 폭쇄아
  - 셋쇼마루가 스스로 만든 검으로, 폭쇄아로 베면 한 번 벤 후에도 효과가 지속되어 벤 것의 나머지 부분은 물론 인접한 것까지 모두 파괴시킨다. 이 기술로 한번에 1000마리의 요괴를 순살했다.

- 폭쇄아(연쇄 파괴)
  - 위의 서술된 폭쇄아의 요력이 적의 육편을 연속으로 파괴하는 기술이다.

- 폭쇄아(일직선베기)
  - 폭쇄아로 적을 베어버린다. 이 기술로 마가츠히(곡령)의 육체를 박살냈다.

### 그 외 기술
- 개털로 잡아서 던지기
  - 셋쇼마루 개털로 적을 잡아서 던져버린다.

- 독 무효
  - 셋쇼마루의 체내에는 강력한 독이 있기에 웬만한 독 공격은 통하지 않는다.

- 사기 무효
  - 셋쇼마루는 강력한 요괴라 웬만한 사기는 그냥 무시해 버린다.

- 영력 저항
  - 셋쇼마루는 강력한 요괴라 영력에 정화되지 않는다.

- 순간 이동
  - 웬만한 인간형 요괴들은 쓸 수 있는 기술이다. 빠른 움직임으로 순식간에 적에게 다가간다.

- 구체 변신
  - 웬만한 인간형 요괴들은 쓸 수 있는 기술이다. 빛나는 구체로 변신하여 날아간다.

- 날기
  - 셋쇼마루의 개털로 하늘을 날아다닐 수 있다.

- 날기2
  - 셋쇼마루의 발에서 연기가 피어오르면서 하늘을 나는 게 가능하다.

- 신속재생
  - 나라쿠만큼 치명타를 무시한 완벽한 재생은 아니나 인간형의 마가츠히(곡령)에게 상처를 입었을 때 요력으로 상처를 치료했다.

## 셋쇼마루의 검
- 천생아(天生牙)
  - 아버지(개 대장)에게 물려받은 유물이다. 극장판 3기 천하패도의 검의 설정에 따르면 天(천계)을 상징하는 검이다. 죽은 생명을 살리는 치유의 검이다. 존재해서는 안될것, 즉 되살아난 시체나 저승의 존재, 즉 일반 검으로는 벨 수 없는 영적인 존재를 베는 것이 가능하다. 한 번 휘둘러 100명의 적을 해치울 수 있는 철쇄아와는 달리 한 번 휘둘러 100명을 살릴 수 있는 명검이다. 천생아는 철쇄아와 함께 토토사이가 만들었으며 철쇄아와 힘을 합쳐 총운아를 봉인시켰으며 원래는 철쇄아와 하나의 검이었지만 토토사이가 분리시켰다. 효네코족과의 싸움에서 효네코족의 두목을 쓰러뜨리는 데 큰 역할을 하며 사혼의 구슬의 어두운 사념인 마가츠히(곡령) 또한 천생아에 의해 소멸된다.[3] 이승의 적을 죽이는 철쇄아와 달리 저승의 적을 없앨 수 있다. 토토사이가 개조해 적을 명도로 보내는 명도잔월파를 쓸 수 있게 된다.

- 투귀신(闘鬼神)
  - 토토사이가 파문한 제자 카이진보가 만든 사악한 요도이다. 투귀신은 이누야샤의 철쇄아를 물어뜯은 나라쿠의 세번째 분신 고신키의 이빨로 만들어진 검이다. 검압만으로도 적을 벨 수 있는 강력한 검이나 악의로 가득 차 있다. 또한 고신키의 원한이 상당하여 요기가 약한 요괴들은 잡으면 투귀신의 사기에 눌려 지배당해 버린다. 카이진보도 투귀신에 지배당하여 조종당하다가 결국 몸이 철쇄아의 기술을 받쳐주지 못하여 결국 자기가 만든 투귀신에 죽어버렸다. 그렇지만 그 강한 사기들도 요기가 강한 셋쇼마루가 잡자마자 사그라들고 셋쇼마루에게 지배당하였다. 우연하게도 마치 개 대장이 총운아를 지배한 것처럼 말이다. 그러나 철쇄아나 만룡처럼 성장하는 검이 아니기에 한계를 드러내기 시작하다가 결국 이후 묘로마루와의 대결 중 부서지게 된다.

- 폭쇄아(爆砕牙)
  - 이누야샤 원작 최강의 요도로, 마가츠히(곡령)와의 대결 중 이누야샤에게 잘린 왼팔과 함께 생겨난 검이다. 이 검의 특징은 철쇄아나 천생아와는 다르게 아버지가 남긴 검이 아닌 자신이 만들어냈다는 것인데 처음부터 셋쇼마루는 이 검을 몸에 지니고 있었으나 철쇄아의 미련으로부터의 해방, 자비로운 마음, 생명의 귀중함의 인지, 동료애와 그것을 잃었을 때의 슬픔, 분노 등 진정한 대 요괴로써 알아야 할 것들을 모르고 지내다 이누야샤 일행, 링이나 카구라 등 여러 인물과 함께하여 성장함으로 마가츠히(곡령)과의 대결 중 획득한다. 이 검은 벤 곳 뿐만이 아닌 계속 연쇄작용을 일으켜 대상을 완전히 분해하기 전까지 계속해서 분쇄한다. 즉 폭쇄아로 입은 상처는 재생은커녕 오히려 주변으로 번져나가게 된다. 나라쿠와의 최종결전에서 나라쿠의 재생의 억제에 결정적 역할을 한다.